# ニヴェル川
ウルダスリ川（ウルダスリがわ、バスク語、Urdazuri）またはニヴェル川（ニヴェルがわ、フランス語、Nivelle）は、フランスとスペインにまたがる河川。大西洋のビスケー湾に直接注ぐ。

## 流域
ニヴェル川はスペインとフランスの2国を流れる国際河川である。スペイン北部のナバーラ州北東端部から流れ出して、フランス南西端部フランス領バスクのラプルディに入り、その後、大西洋のビスケー湾に注いでいる。河口付近ではニヴェル川がシブールとサン＝ジャン＝ド＝リュズの境界となっている。なお、フランス領バスク部分を流れている長さは39.2 kmである。

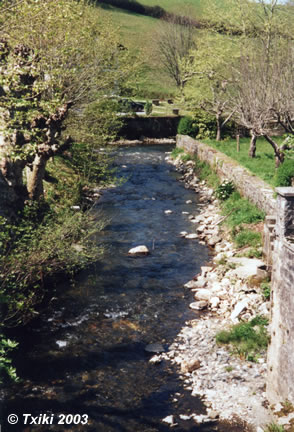
支流のラピチュリ川
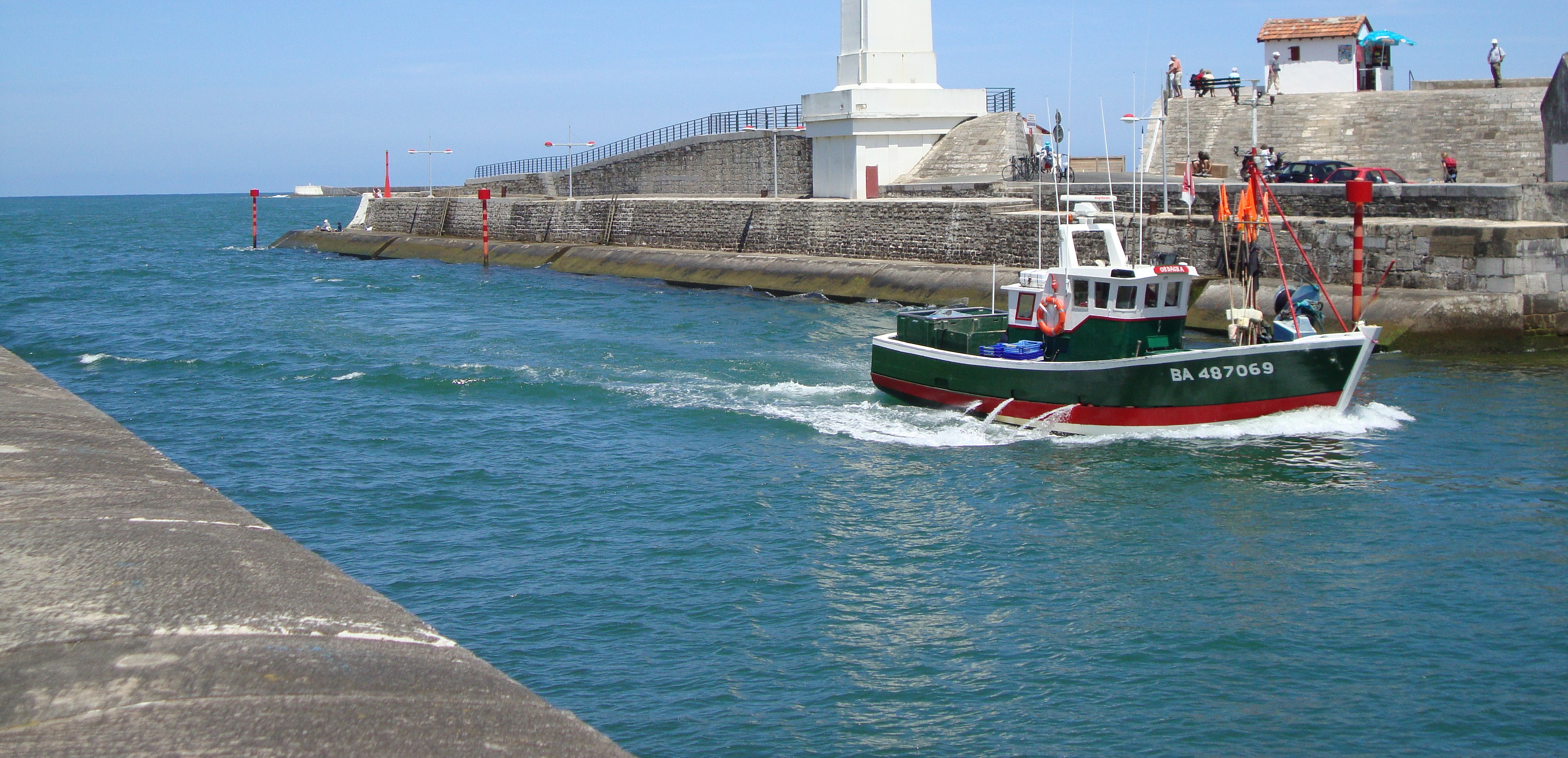
ニヴェル川の河口
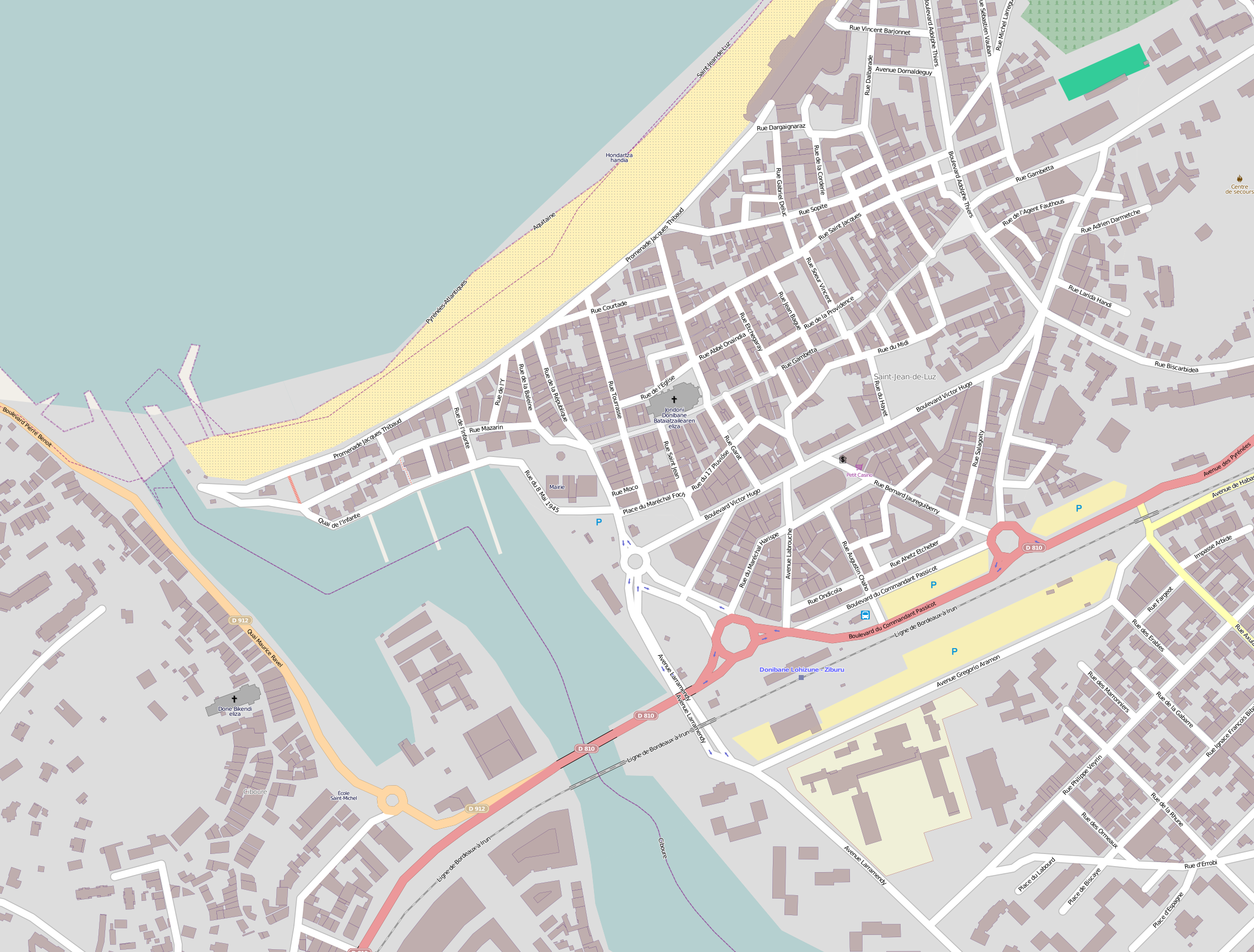
河口付近の地図

## ニヴェル川水系
ニヴェル川水系の主な河川には、ニヴェル川の河口から順に、次のような河川が挙げられる
。
- ウルダスリ川 / ニヴェル川
  - Lurgorrieta川（バスク語、Lurgorrieta）
    - （バスク語、Portuko erreka）
      - （バスク語、Lizarietako erreka）
      - （バスク語、Lizuniagako erreka）

  - （バスク語、Zorribentako erreka）
  - ウガラナ川（バスク語、Ugarana）
  - ラピチュリ川（バスク語、Lapitxuri）
  - ウアルカ川（バスク語、Uharka）
    - （バスク語、Negusolako erreka）
    - （バスク語、Galardiko erreka）

  - （バスク語、Hanibarreko erreka）
    - （バスク語、Larhunttikiko erreka）
    - （バスク語、Intzolako erreka）
    - （バスク語、Ibardingo erreka）

これらニヴェル川水系の流域面積は236 km2である。